# Venezillo pleogoniophorus
Venezillo pleogoniophorus là một loài chân đều trong họ Armadillidae. Loài này được Rioja miêu tả khoa học năm 1951.